# جراح‌ماهی خط‌خطی
جراح‌ماهی خط‌خطی (نام علمی: Acanthurus lineatus) نام یک گونه از سرده جراح‌ماهی است.